# Ambasada Bahrajnu w Berlinie
Ambasada Bahrajnu w Berlinie – misja dyplomatyczna Królestwa Bahrajnu w Republice Federalnej Niemiec.
Ambasador Bahrajnu w Berlinie akredytowany jest również m.in. w Republice Czeskiej, Republice Słowackiej, Rzeczypospolitej Polskiej, Rumunii i na Węgrzech.

## Historia
Bahrajn nawiązał stosunki dyplomatyczne z Niemcami (RFN) 17 maja 1972, a z Polską 22 kwietnia 1991. W 1994 otwarto Ambasadę Bahrajnu w Bonn, a następnie w 2001 placówka została przeniesiona do Berlina..